# Воинское кладбище № 141 (Ценжковице)
 Памятник культуры Малопольского воеводства: регистрационный номер A-399 от  13 декабря 1996 года.
Воинское кладбище № 141 — Ценжковице (пол. Cmentarz wojenny nr 141 - Ciężkowice) — воинское кладбище, находящееся в городе Ценжковице, Малопольское воеводство. Кладбище располагается в восточной части города на правой стороне дороги в сторону населённого пункта Жепенник-Стшижевский. Кладбище входит в группу Западногалицийских воинских захоронений времён Первой мировой войны. На кладбище похоронены военнослужащие Австрийской, Германской и Российской армии, которые погибли 2 мая 1915 года во время Первой мировой войны. Охраняемый памятник Малопольского воеводства.

## История
Кладбище было основано Департаментом воинских захоронений К. и К. военной комендатуры в Кракове в 1915 году. Кладбище спроектировал скульптор Ян Щепковский. На кладбище площадью 30 квадратных метра находится 2 братских и несколько десятков индивидуальных могил, в которых похоронены 33 австрийских, 60 германских и 255 российских солдат.
13 декабря 1996 года воинское кладбище было внесено в реестр памятников Малопольского воеводства (№ А — 399).

## Источник
- Oktawian Duda: Cmentarze I wojny światowej w Galicji Zachodniej. Warszawa: Ośrodek Ochrony Zabytkowego Krajobrazu, 1995. ISBN 83-85548-33-5.
- Roman Frodyma, Galicyjskie cmentarze wojenne, tom I, Pruszków, 1998.